# 불버스터
불버스터(일본어: ブルバスター Bullbuster[*])는 가도카와의 일본 멀티미디어 프랜차이즈이다. 낱권책은 KADOKAWA에서 전 3권으로 나왔다. NUT (스튜디오)가 제작한 애니메이션 TV 시리즈는 2023년 10월부터 12월까지 방영되었다. 이타미 히시오의 만화 각색판은 2023년 10월에 연재를 시작했다.